# Josefstadt
A Josefstadt Bécs VIII. kerülete. 

## Részei
| Josefstadt kerületrészei | - Alservorstadt - Altlerchenfeld - Breitenfeld - Josefstadt - Strozzigrund - St. Ulrich |

## Története
A középkor óta egy névtelen település volt az Innere Stadt közelében. Az intenzív betelepítés csak a 17. század végén kezdődött. Ezt a települést 1700-ban Bécs megszerezte (de nem olvasztatta be), nevezték el I. József császárról. 
1850-ben a  Josefstadtot és a közeli külvárosokat beolvasztattak Bécsbe.

## Látnivalók
- Theater in der Josefstadt
- Palais Schönborn
- Palais Auersperg

## Képek

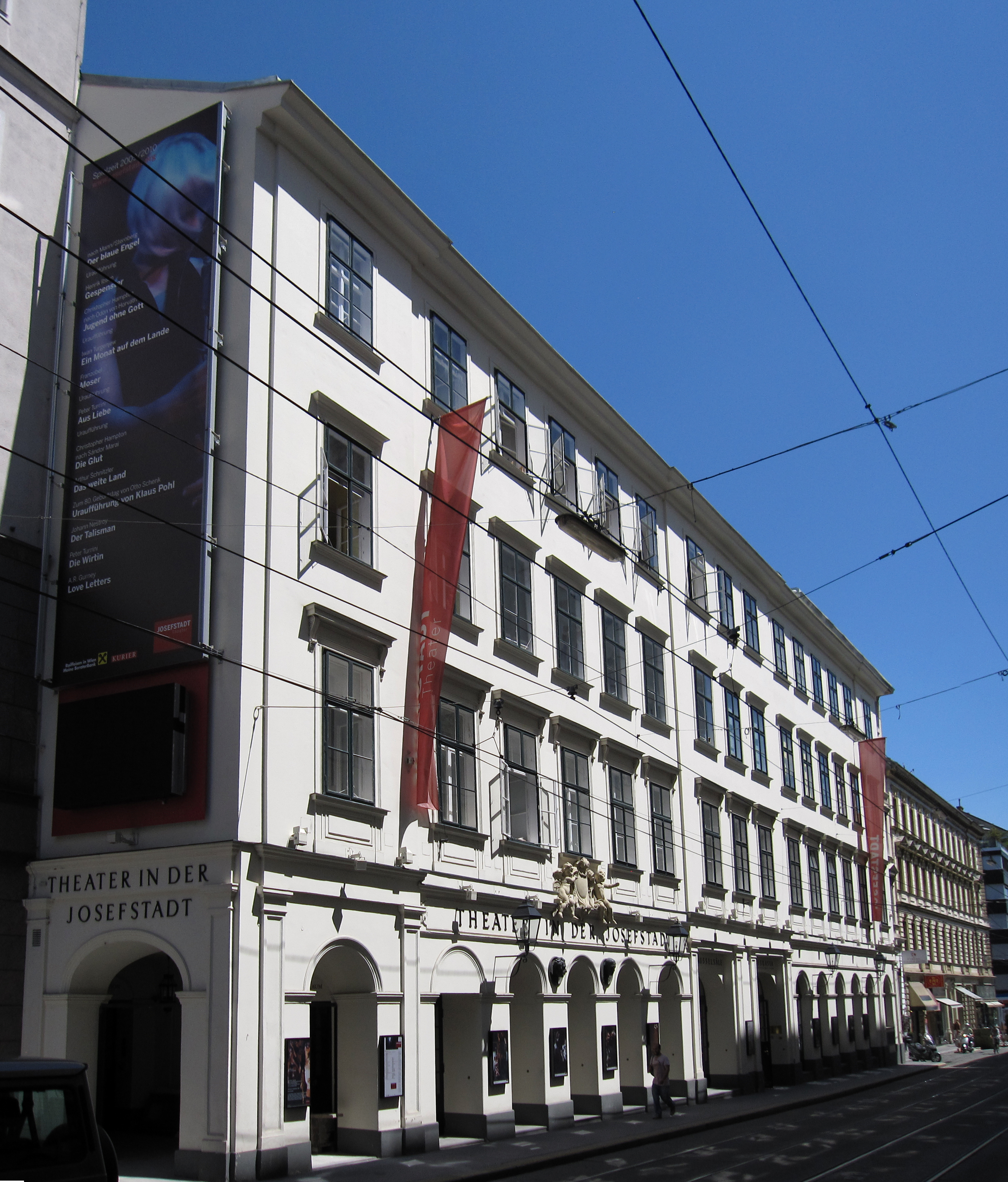
Theater in der Josefstadt
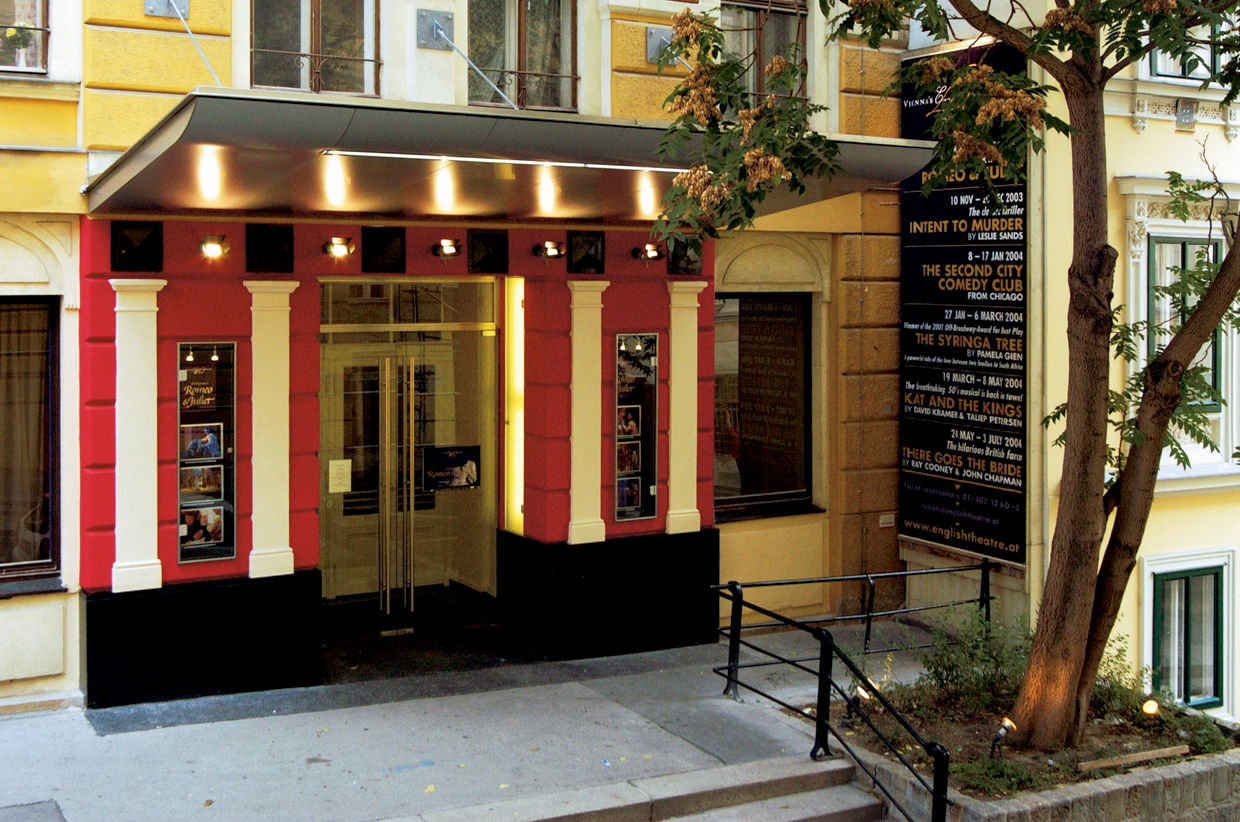
Vienna's English Theatre (VET)
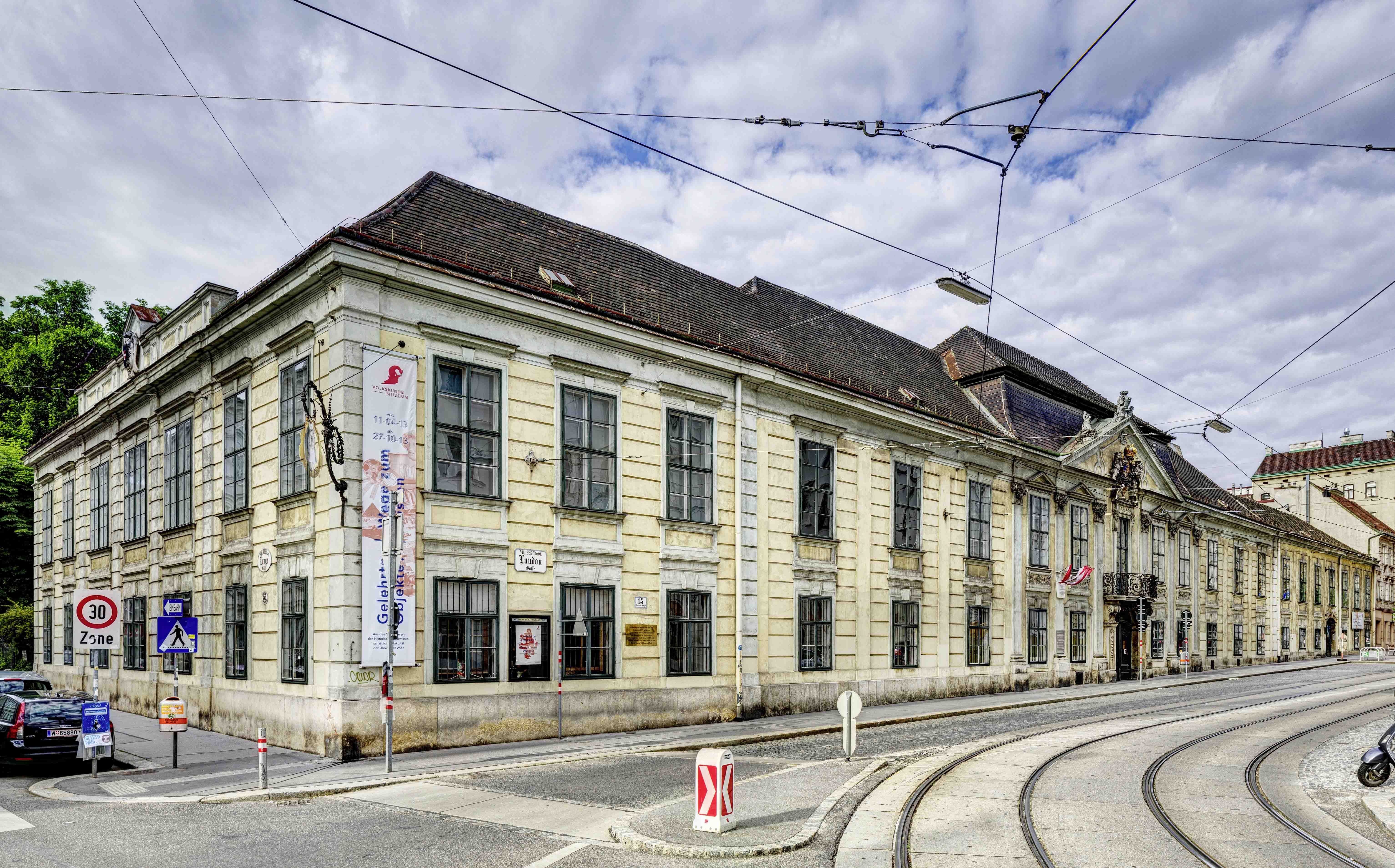
Palais Schönborn
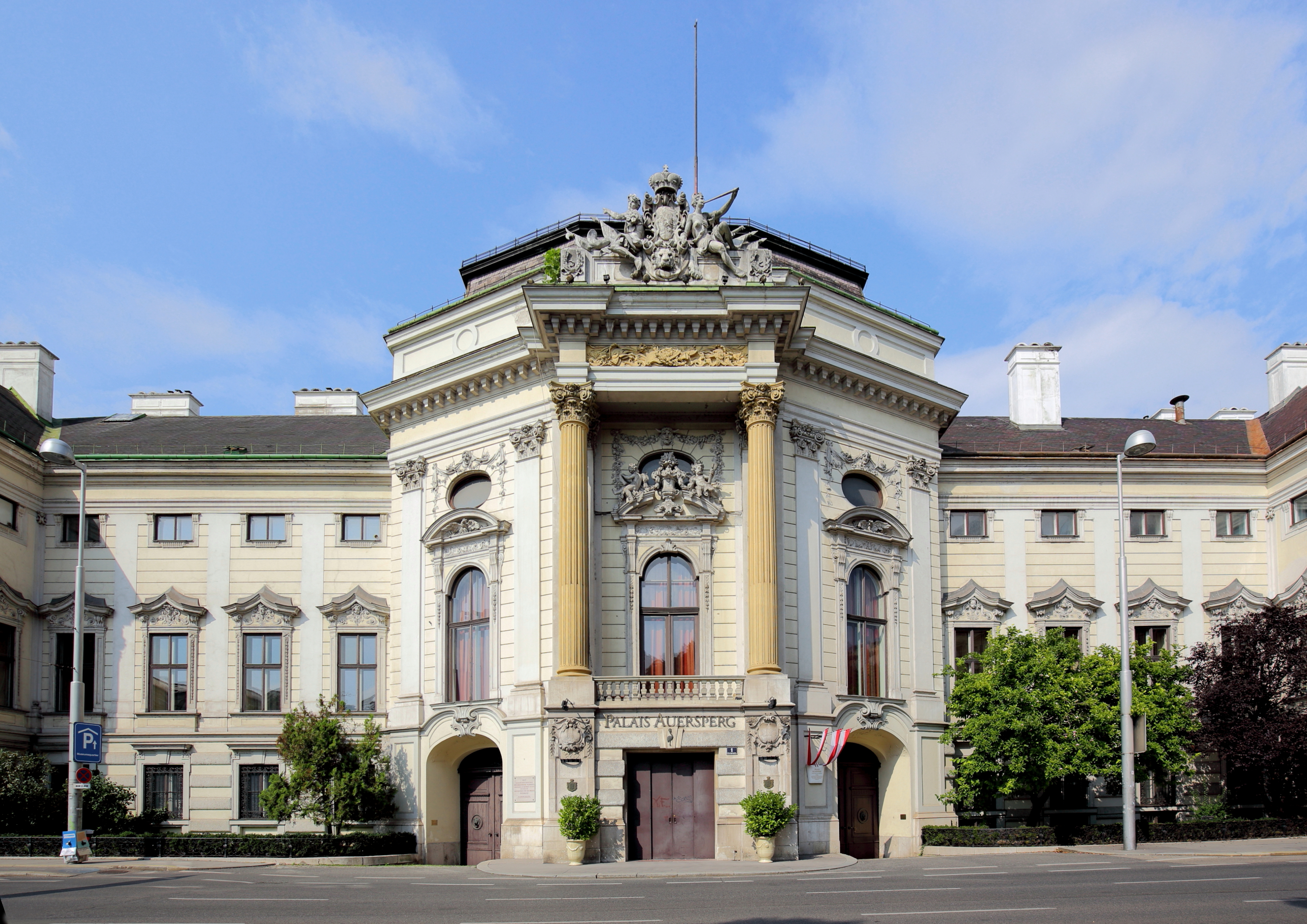
Palais Auersperg
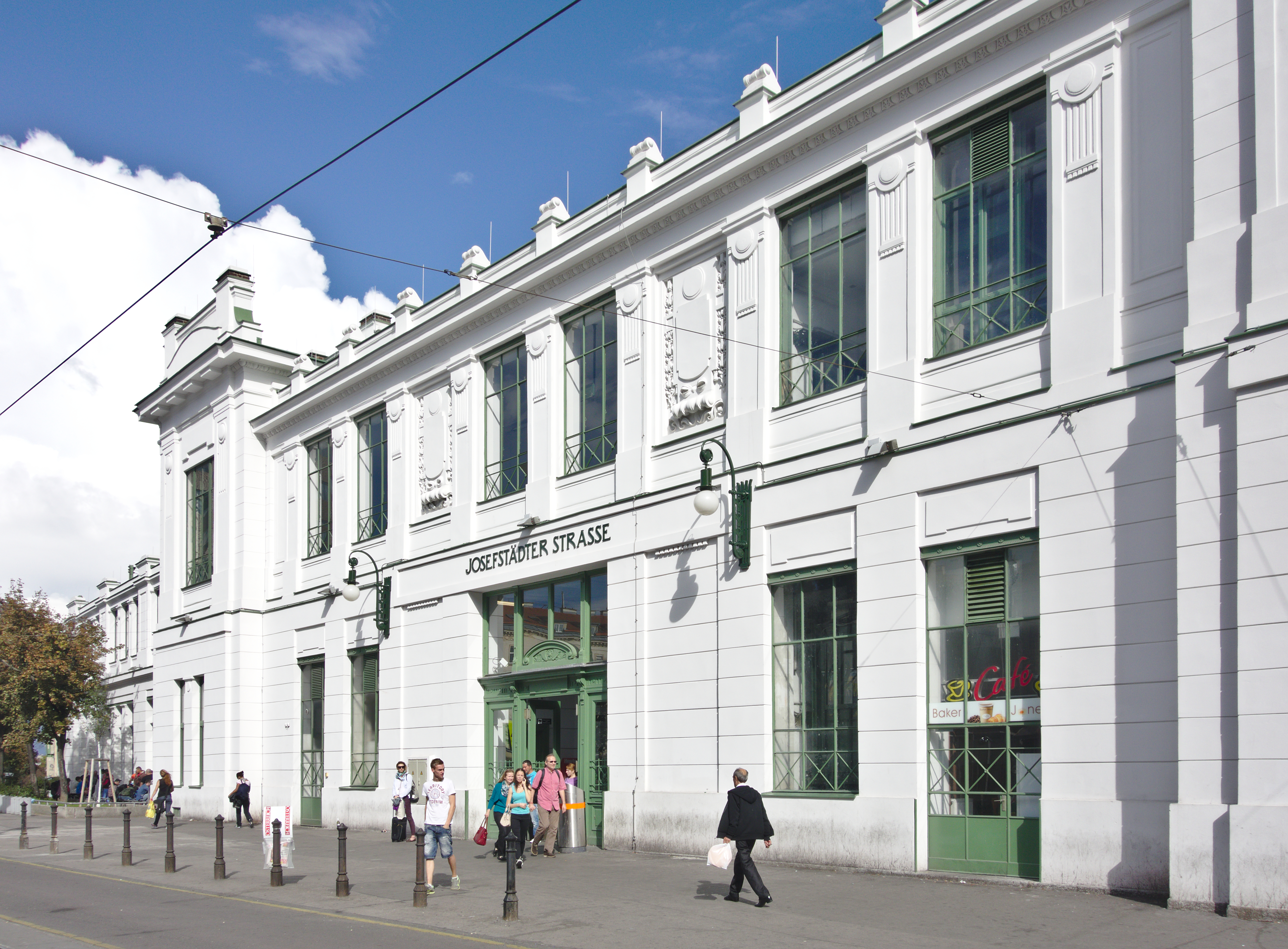
Josefstädter Straße metróállomás

## Népesség
Népességnövekedés
forrás: Statistik.at

## Testvérvárosa
- Józsefváros, Budapest
- Józsefváros, Temesvár[3]

## Fordítás
- Ez a szócikk részben vagy egészben  a   Josefstadt című német Wikipédia-szócikk fordításán alapul.  Az eredeti cikk szerkesztőit annak laptörténete sorolja fel. Ez a jelzés csupán a megfogalmazás eredetét és a szerzői jogokat jelzi, nem szolgál a cikkben szereplő információk forrásmegjelöléseként.